# Gerhard Stoltenberg
Pour les articles homonymes, voir Stoltenberg.
Gerhard Stoltenberg, né le 29 septembre 1928 à Kiel et mort le 23 novembre 2001 à Bad Godesberg, est un homme politique allemand, membre de l'Union chrétienne-démocrate d'Allemagne (CDU).
Élu président de la Junge Union en 1955, il devient ministre fédéral de la Recherche en 1965, à 37 ans seulement. Il quitte le gouvernement fédéral quatre ans après et remporte, en 1971, les élections dans le Land du Schleswig-Holstein, dont il est investi ministre-président, s'imposant aux élections de 1975 et 1979 avec la majorité absolue.
En 1982, à la suite de l'arrivée au pouvoir d'Helmut Kohl, il est désigné ministre fédéral des Finances, puis ministre fédéral de la Défense lors d'un remaniement ministériel en 1989.
Contraint à la démission en 1992, il se retire de la vie politique en 1998.

## Biographie

### Jeunesse
En 1944, pas encore majeur, il est enrôlé dans la Wehrmacht. Il obtient, cinq ans plus tard, son Abitur et devient étudiant en histoire, sciences sociales et philosophie à l'université Christian Albrecht de Kiel. Il passe son doctorat avec succès en 1954.

### Universitaire et homme d'affaires
D'abord assistant de recherche en économie et histoire politique, il obtient, en 1960, une habilitation à diriger des recherches, sans toutefois obtenir de chaire jusqu'en 1962. Trois ans plus tard, il prend brièvement prend la direction de la société Friedrich Krupp GmbH, à Essen, qu'il retrouve entre 1969 et 1970.

### Les rapides débuts
Il adhère à la CDU en 1947 et est élu député régional au Landtag du Schleswig-Holstein en 1954, où il est désigné vice-président de la commission de la Jeunesse. Porté, en 1955, à la présidence fédérale de la Junge Union (JU), il est simultanément élu vice-président de la CDU du Schleswig-Holstein.
En 1957, il est élu député fédéral au Bundestag et abandonne son mandat régional. Il conserve la présidence de la JU jusqu'en 1961.

### L'ascension
À la suite des élections fédérales du 19 septembre 1965, il est nommé, le 19 octobre, ministre fédéral de la Recherche scientifique dans la coalition noire-jaune de Ludwig Erhard. Il est maintenu dans ses fonctions le 1er décembre 1966, lors de la formation de la grande coalition de Kurt Georg Kiesinger. À ce titre, il prend la décision de transformer la mine d'Asse en site de stockage des déchets radioactifs.
Contraint d'abandonner le gouvernement en 1969, après l'arrivée au pouvoir d'une coalition de centre-gauche, il est cependant élu vice-président fédéral de la CDU, puis président du parti dans le Schleswig-Holstein en 1971.

### La présidence du Schleswig-Holstein
Aux élections régionales du 25 avril 1971 dans le Schleswig-Holstein, il est chef de file (spitzenkandidat) de la CDU, qui s'impose avec 51,9 % des voix et 40 députés sur 73, soit une nette majorité absolue. Il est investi ministre-président du Land le 24 mai suivant.
Il sauve de justesse sa majorité aux élections du 13 avril 1975, remportant 50,4 % des suffrages et 37 sièges. Le 1er novembre 1977, il devient, pour un an, président du Conseil fédéral. Lors des élections du 29 avril 1979, il recule encore en termes de suffrages, avec 48,3 % des voix, mais parvient à conserver ses 37 députés, assurant sa reconduction pour un troisième mandat.

### Ministre régalien d'Helmut Kohl
Le 4 octobre 1982, à la suite de l'investiture d'Helmut Kohl au poste de chancelier fédéral, Gerhard Stoltenberg est rappelé au gouvernement, en tant que ministre fédéral des Finances, abandonnant la présidence du gouvernement du Schleswig-Holstein. De nouveau élu député fédéral en 1983, il devient ministre fédéral de la Défense le 21 avril 1989 et abandonne, cette même année, la présidence de la CDU régionale, à la suite du scandale provoqué par l'affaire Barschel.

### Fin de carrière
Il est contraint à la démission le 31 mars 1992, après que des chars d'assaut ont été livrés à la Turquie alors que la commission des Finances du Bundestag avait décidé le gel des crédits nécessaires à cette opération, à la suite de massacres perpétrées par l'armée turque sur des Kurdes. Il se représente aux élections fédérales de 1994, au cours desquelles il est réélu pour un dernier mandat.
En 1996, il est porté à la présidence du conseil d'administration de la fondation Otto von Bismarck. Bien qu'ayant mis fin à sa carrière politique en 1998, il participe à l'élection présidentielle allemande de 1999, en qualité de délégué du Landtag du Schleswig-Holstein.

### Vie privée
Évangélique, marié et père de deux enfants, Gerhard Stoltenberg est fait grand commandeur de l'Ordre du Mérite de la République fédérale d'Allemagne en 1973. Il est décédé le 23 novembre 2001, à 73 ans, dans la ville de Bad Godesberg. Il est enterré à Kiel.

### Sources
- (de) Dernière fiche de député au Bundestag

- Ressources relatives à la vie publique :   - Bundestag
  - C-SPAN
  - Documents diplomatiques suisses 1848-1975
- Ressource relative à la musique :   - Discogs
- Notices dans des dictionnaires ou encyclopédies généralistes :   - Brockhaus
  - Deutsche Biographie
  - Internetowa encyklopedia PWN
  - Munzinger
- Notices d'autorité :   - VIAF
  - ISNI
  - IdRef
  - LCCN
  - GND
  - Belgique
  - Pays-Bas
  - Israël
  - NUKAT
  - Tchéquie
  - WorldCat